# 金藝琳
金藝琳（韓語：김예림，1994年1月21日—），藝名為LIM KIM，是韓國創作歌手。

## 生平
在首爾出生，京畿道城南市盆唐區長大，高二時隨家人移民到美國新澤西州就讀利奧尼亞高中。

## 經歷

### 2011年：Mnet《Superstar K3》
在美國新澤西州利奧尼亞高中就讀期間與同校的都大允組成團體<Two Months>，之後回韓國參加2011年的Mnet《Superstar K3》。在紐約海選中演唱了傑米羅奎爾的《Virtual Insanity》和Tete的《Romantico》，受到了評審的關注，比賽期間評審兼歌手李承哲和尹鍾信亦十分欣賞她獨特的嗓音，最終組合取得第3名的成績。

### 2012－2013年：出道，首張迷你專輯《A Voice》發行
2012年1月30日，初次出演的電視劇《閉嘴！花美男樂團》播出，在劇中飾演同名歌手金藝琳，在第6集第一次出現。
2012年2月10日，由Two Months替tvN綜藝節目《The Romantic》所演唱的OST Part 1《The Romantic》發行。
2012年3月12日，金藝琳和L替tvN月火連續劇《閉嘴！花美男樂團》所演唱的OST Part 5《Love U Like U》發行；22日，另一首金藝琳演唱的OST《少女雜技師》發行。
2012年9月3日，Mystic 89和Two Months簽訂了專屬合約，並表示雖然兩人收到很多公司的邀請，但最終選擇了尹鍾信擔任代表的Mistic 89。原本計畫2013年5月出道，但因為都大允必須先完成在美國學業，最終決定金藝琳會先開始個人活動，並預計在6月發行。
2013年5月24日，發布Two Months成立2週年紀念單曲《Number 1》，MV中公開了團體的成立故事以及許多未公開照片。
2013年5月30日，官方Facebook公開了金藝琳第一張迷你專輯先行曲的預告照《Colorring》，並將於6月4日發行。
2013年6月4日，金藝琳第一張迷你專輯先行曲《Colorring》發布，在眾多音源榜上獲得1位。
2013年6月11日，官方Facebook公開第一張迷你專輯《A Voice》曲目表，13日晚上8點公開主打歌《All Right》Teaser
2013年6月17日，首張迷你專輯《A Voice》發行，並於7月5日晚上7點在首爾江南Central City的Bandi & Luni's唱片行舉行簽名會
2013年7月11日，發行《All Right Remix》。
2013年8月15日，官方Facebook公開第二張迷你專輯先行曲的預告照《RAIN》，22日發布Teaser，並於8月27日發行。
2013年8月16日，金藝琳出演的SBS出演的試播綜藝節目《Super Match》播出，並在23日播出第2集，此節目為前輩歌手和後輩歌手一起組隊的生存表演節目，金藝琳的前輩搭檔為楊姬銀，兩人組成的隊伍名為506。
24日，節目中隊伍所演唱的歌曲集結成《SBS Super Match》專輯發表，其中金藝琳與楊姬銀所演唱的《濟州島的藍色夜晚》亦在其中。
2013年9月3日，官方Facebook公開第二張迷你專輯《Her Voice》預告照及曲目表，隔天公布主打歌《Voice》Teaser。
2013年9月9日，第二張迷你專輯《Her Voice》發行，並於9月13日晚上6點在首爾江南Central City的Bandi & Luni's唱片行舉行簽名會。
2013年10月14日，金藝琳演唱的SBS月火迷你連續劇《超完美褓姆》OST Part 2《拜託了》發行。
2013年11月8日，官方Facebook公開金藝琳的親筆信，表示將在18日發行正規1輯《Goodbye 20》，並於12日公開主打歌《Goodbye 20》Teaser，16日公開MV
2013年11月14日，以《All Right》獲得《2013 Melon Music Awards》新人獎。
2013年11月29日，tvN金土連續劇《請回答1994》OST Part 5《幸福的我》發行。
2013年12月4日，Mystic 89表示金藝琳和李承桓合作的歌曲《肥皂》將於10日公開，並於隔日公開Teaser。
2013年12月12日，Mystic 89旗下歌手合作的聖誕歌曲《MYSTIC HOLIDAY 2013》公開。

### 2014年-2015年：
1月16日，獲得《第28屆韓國金唱片獎》新人獎。
1月21日，在金藝琳生日當天，Mistic 89官方Twitter公開了Two Months的合照，並表示都大允已經完成在美國的學業，至於開始正式活動的時間還在討論中。
1月23日，獲得《第23屆首爾歌謠大賞》新人賞。
2月8日，獲得《第20屆韓國演藝藝術獎》抒情歌手獎。
2月9日，Two Months在MYSTIC CAST的直播中現身，並宣布將在10日中午12點發行時隔9個月的單曲《Talk To Me》，並由尹鍾信作詞、鄭錫元作曲。YouTube上的MYSTIC CAST直播同時都大允也表示自己之前在美國練習了作曲和吉他，並在1月回到了韓國。
2月12日，獲得《第3屆Gaon Chart K-POP大獎》女子新人獎。
4月1日，出演了Eddy Kim的真人秀節目《Eddy手冊》，一起進行了訪談。YouTube上的Eddy手冊第12章
4月14日，開始擔任SBS Power FM《After Club》每周三的固定DJ。
6月2日，金藝琳和Eddy Kim替SBS真人實境綜藝節目《Roommate》演唱的OST Part 1《Roommate》發行。

### 2016年：與MYSTIC合約到期，暫離演藝圈
2016年5月30日，金藝琳與經紀公司 MYSTIC Entertainment 合約到期，決定不續約。

### 2019年：重回舞台，發行單曲《SAL-KI》及迷你專輯《Generasian》
2019年5月24日，金藝琳時隔3年6個月發行單曲《SAL-KI》。
2019年10月14日，發行迷你專輯《Generasian》，主打歌為〈Yellow〉。

## 音樂作品

### 單曲
- 2013年7月11日：首張單曲《All Right Remix》
- 2014年7月29日：《A Little Close》（與High4合作曲）
- 2019年5月24日：《SAL-KI》

### 迷你專輯
- 2013年6月17日：首張迷你專輯《A Voice》
- 2013年9月9日：第二張迷你專輯《Her Voice》
- 2015年4月27日：第三張迷你專輯《Simple Mind》
- 2019年10月15日：《GENERASIAN》

### 正規專輯
- 2013年11月18日：正規一輯《Goodbye 20》

### 電視原聲帶
- 2012年：tvN《閉嘴！花美男樂團》原聲帶〈Love U Like U〉
- 2012年：tvN《閉嘴！花美男樂團》原聲帶〈少女雜技師〉
- 2013年：tvN《奇怪的保姆》原聲帶〈拜托你了〉
- 2013年：tvN《請回答1994》原聲帶〈幸福的我〉
- 2015年：KBS《記得你》原聲帶〈너, 누구니〉

### 綜藝節目單曲
- 2014年6月1日： SBS Roommate 《Roommate OST Pt.1》

## 影視作品

### 電視劇
- 2012年：tvN《閉嘴！花美男樂團》飾演 歌手藝林
- 2013年：Mnet《Monstar》飾演 崔卿（高中時期）

## 演出作品

### 綜藝節目

#### 2013年
- 2013年6月24日：Mnet《The Beatles Code 2》
- 2013年7月6日：MBC《我們結婚了》
- 2013年7月6日：KBS2《柳熙烈的寫生簿》
- 2013年8月5日：KBS2《大國民脫口秀你好》
- 2013年8月11日：SBS《赤腳的朋友們》
- 2013年8月16日：SBS《Super Match》
- 2013年8月18日：SBS《Running Man》
- 2013年8月22日：KBS2《Happy Together》
- 2013年8月23日：SBS《Super Match》
- 2013年9月22日：KBS1《Open Concert》
- 2013年10月5日：KBS2《愛的請求》
- 2013年10月13日：SBS《挑戰千曲》

#### 2015年
- 2015年5月1日: KBS2《柳熙烈的寫生簿》

## 獎項

### 大型頒獎禮獎項
| 年份 | 獎項 |
| ---- | --- |
| 2013 | - Melon Music Awards - 新人獎 |
| 2014 | - 第28屆韓國金唱片大賞 - 音源部門新人獎 - 第23屆首爾歌謠大賞 - 新人獎 - 第20屆韓國演藝藝術獎 - 抒情歌手獎 - 第3屆Gaon Chart K-POP Awards - 女子新人獎 |

## 來源
1. ↑  진보라 기자. . Newdaily 뉴데일리. 2011-12-27  [2019-05-25]. （原始内容存档于2019-05-25） （韩语）.
2. ↑  이보경 인턴기자. . STARNEWS 스타뉴스. 2011-10-18  [2019-05-25]. （原始内容存档于2018-11-27） （韩语）.
3. ↑  조연경 기자. . 뉴스엔. 2012-01-29  [2019-05-26]. （原始内容存档于2019-05-26） （韩语）.
4. ↑  권지영 기자. . 티브이데일리. 2012-04-29  [2019-05-26]. （原始内容存档于2019-05-26） （韩语）.
5. ↑  박미경 인턴기자. . OSEN. 2012-03-21  [2019-05-26]. （原始内容存档于2019-05-26）.
6. ↑  강서정 기자. . OSEN. 2012-09-03  [2019-05-25]. （原始内容存档于2019-05-25） （韩语）.
7. ↑  홍세영 기자. . 동아닷컴. 2013-04-04  [2019-05-25]. （原始内容存档于2019-05-25） （韩语）.
8. ↑  박세연 기자. . 매일경제 스타투데이. 2013-04-04  [2019-05-25]. （原始内容存档于2019-05-25） （韩语）.
9. ↑  최지예 기자. . 마이데일리. 2013-05-08  [2019-05-25]. （原始内容存档于2019-05-25）.
10. ↑  유기림 기자. . 뉴스1. 2013-05-24  [2019-05-25]. （原始内容存档于2013-10-16） （韩语）.
11. ↑  투개월. . Facebook.   [2019-05-25]. （原始内容存档于2019-05-25） （韩语）.
12. ↑  최신애 기자. . 뉴스엔. 2013-05-30  [2019-05-25]. （原始内容存档于2019-05-25） （韩语）.
13. ↑  박아름 기자. . 뉴스엔. 2013-06-04  [2019-05-25]. （原始内容存档于2019-05-25） （韩语）.
14. ↑  이혜린 기자. . OSEN. 2013-06-12  [2019-05-25]. （原始内容存档于2019-05-25） （韩语）.
15. ↑  투개월. . Facebook. 2013-06-11  [2019-05-25]. （原始内容存档于2019-05-25） （韩语）.
16. ↑  박현민 기자. . OSEN.   [2019-05-25]. （原始内容存档于2019-05-25）.
17. ↑  김예나 기자. . TV리포트. 2013-06-17  [2019-05-25]. （原始内容存档于2019-06-05） （韩语）.
18. ↑  최윤진 인턴기자. . 뉴스1. 2013-07-04  [2019-05-25]. （原始内容存档于2013-10-13） （韩语）.
19. ↑  오세훈 기자. . 스포츠동아. 2013-07-11  [2019-05-25]. （原始内容存档于2019-05-25）.
20. ↑  투개월. . Facebook. 2013-07-11  [2019-05-25]. （原始内容存档于2019-07-01）.
21. ↑  장진리 기자. . oynews24. 2013-08-16  [2019-05-25]. （原始内容存档于2019-05-25）.
22. ↑  최보영 기자. . 서울경제. 2013-08-27  [2019-05-25]. （原始内容存档于2019-06-11）.
23. ↑  최지예 기자. . 마이데일리. 2013-08-23  [2019-05-25]. （原始内容存档于2019-06-08）.
24. ↑  김경민기자. . 마이데일리. 2013-08-27  [2019-05-25]. （原始内容存档于2019-06-09）.
25. ↑  . SBS.   [2019-05-26]. （原始内容存档于2017-06-27） （韩语）.
26. ↑  강다영 인턴기자. . 티브이데일리. 2013-07-24  [2019-05-26]. （原始内容存档于2019-05-26） （韩语）.
27. ↑  전선하 기자. . OSEN. 2013-08-16  [2019-05-26]. （原始内容存档于2019-05-26） （韩语）.
28. ↑  강다영 기자. . 티브이데일리. 2013-08-17  [2019-05-26]. （原始内容存档于2019-06-11）.
29. ↑  이혜린 기자. . OSEN. 2013-09-03  [2019-05-25]. （原始内容存档于2019-05-25）.
30. ↑  전아람 기자. . 티브이데일리. 2013-09-03  [2019-05-25]. （原始内容存档于2019-05-25） （韩语）.
31. ↑  고경민 기자. . 마이데일리. 2013-09-09  [2019-05-25]. （原始内容存档于2019-07-01）.
32. ↑  신성아 기자. . 뉴데일리. 2013-09-09  [2019-05-25]. （原始内容存档于2019-05-25）.
33. ↑  박현민 기자. . OSEN. 2013-09-16  [2019-05-25]. （原始内容存档于2019-05-25）.
34. ↑  이나래 기자. . 뉴스엔. 2013-11-08  [2019-05-25]. （原始内容存档于2019-05-25）.
35. ↑  권수빈 기자. . 뉴스엔. 2013-11-12  [2019-05-25]. （原始内容存档于2019-06-05）.
36. ↑  김경주 기자. . OSEN. 2013-11-16  [2019-05-25]. （原始内容存档于2019-05-25）.
37. ↑  . Melon. 2013-11-15  [2019-05-26]. （原始内容存档于2019-05-26） （韩语）.
38. ↑  길혜성 윤성열 이지현 기자. . 스타뉴스. 2013-11-14  [2019-05-26]. （原始内容存档于2019-05-26） （韩语）.
39. ↑  歌唱組合Eco在1997年所發行的歌曲。
40. ↑  권보림 인턴기자. . 스타뉴스. 2014-02-11  [2019-05-26]. （原始内容存档于2019-05-26） （韩语）.
41. ↑  정시내 기자. . 이데일리 e뉴스. 2013-12-04  [2019-05-25]. （原始内容存档于2019-07-01）.
42. ↑  표재민 기자. . OSEN. 2013-12-05  [2019-05-25]. （原始内容存档于2019-05-25）.
43. ↑  강민정 기자  페이스북트위터메일프린트스크랩url복사. . 이데일리. 2013-12-10  [2019-05-25]. （原始内容存档于2019-06-11）.
44. ↑  홍우람 기자. . 뉴스1. 2013-12-06  [2019-05-25]. （原始内容存档于2019-05-25） （韩语）.
45. ↑  황미현 기자. . OSEN. 2013-12-12  [2019-05-25]. （原始内容存档于2019-05-25） （韩语）.
46. ↑  구교운 기자. . 뉴스1. 2014-01-16  [2019-05-26]. （原始内容存档于2019-05-26） （韩语）.
47. ↑  최지예 기자. . 마이데일리. 2014-01-22  [2019-05-26]. （原始内容存档于2019-05-26） （韩语）.
48. ↑  신나라 기자. . TV리포트. 2014-01-23  [2019-05-26]. （原始内容存档于2019-05-26） （韩语）.
49. ↑  안성후 기자. . 뉴스엔. 2014-02-09  [2019-05-26]. （原始内容存档于2019-05-26） （韩语）.
50. ↑  길혜성 기자. . 스타뉴스. 2014-02-09  [2019-05-26]. （原始内容存档于2019-05-26） （韩语）.
51. ↑  길혜성 윤성열 이지현 기자. . 스타뉴스. 2014-02-12  [2019-05-26]. （原始内容存档于2019-05-26） （韩语）.
52. ↑  표재민 기자. . OSEN. 2014-04-02  [2019-05-26]. （原始内容存档于2019-05-26） （韩语）.
53. ↑  . 텐아시아. 2014-04-14  [2019-05-26]. （原始内容存档于2019-05-26） （韩语）.
54. ↑  김사라 기자. . OSEN. 2014-05-30  [2019-05-26]. （原始内容存档于2019-05-26） （韩语）.

## 外部連結
- 金藝琳的官方網站
- 金藝琳的Instagram帳戶
- 金藝琳的Facebook專頁
- YouTube上的金藝琳頻道
- 金藝琳 Twitter （页面存档备份，存于）
- 金藝琳 官方Daum Cafe （页面存档备份，存于）